# Šestak Brdo
 Šestak Brdo  falu Horvátországban Zágráb megyében. Közigazgatásilag Pokupskóhoz tartozik.

## Fekvése
Zágráb központjától 31 km-re délre, községközpontjától 5 km-re északnyugatra, a Roženica-patak völgyében található. 

## Története
A település több kisebb telepből fejlődött faluvá a Roženica-patak völgyében. Nevét az itt birtokos Šestak családról kapta. Fejlődésében döntő jelentőségű volt a Pokupskót és Velika Goricát összekötő nagy forgalmú D-31-es főút megépítése. Ezután vette fel a település a mai formáját, mely döntően a főút mellett terjeszkedett. Bár a lakosság száma a 20. század eleje óta folyamatosan csökken, a falu lélekszáma még mindig nagyobb mint az 1857-es első számláláskor.
A falunak 1857-ben 79, 1910-ben 146 lakosa volt. Trianon előtt Zágráb vármegye Pisarovinai járásához tartozott. 2001-ben 89 lakosa volt.

## Lakosság
| Lakosság változása | Lakosság változása | Lakosság változása | Lakosság változása | Lakosság változása | Lakosság változása | Lakosság változása | Lakosság változása | Lakosság változása | Lakosság változása | Lakosság változása | Lakosság változása | Lakosság változása | Lakosság változása | Lakosság változása |
| ------------------ | ------------------ | ------------------ | ------------------ | ------------------ | ------------------ | ------------------ | ------------------ | ------------------ | ------------------ | ------------------ | ------------------ | ------------------ | ------------------ | ------------------ |
| 1857               | 1869               | 1880               | 1890               | 1900               | 1910               | 1921               | 1931               | 1948               | 1953               | 1961               | 1971               | 1981               | 1991               | 2001               |
| 79                 | 98                 | 100                | 111                | 128                | 146                | 143                | 130                | 119                | 109                | 119                | 110                | 103                | 94                 | 89                 |

## Külső hivatkozások
Pokupsko község hivatalos oldala